# حمض فائق
حمض فائق حسب التعريف التقليدي هو الحمض الذي يمتلك حامضية أعلى من حمض الكبريتيك النقي 100%، ويمتلك قيمة –12 لدالة هامت للحامضية (H0). أما التعريف الحديث للحمض الفائق هو الوسط الذي يكون فيه الجهد الكيميائي للبروتون أعلى من جهد حمض الكبريتيك. الأحماض الفائقة المتوفرة تجارياً تشمل ثلاثي الفلور ميثان حمض السلفونيك (CF3SO3H) والمعروف بحمض الترفليك، وحمض الفلوروسلفونيك (FSO3H) وكلاهما أقوى بألف مرة تقريباً (أي لهما قيمة H0 سالبة أكثر) من حمض الكبريتيك. تحضر أقوى الأحماض الفائقة من مزج عنصرين، حمض لويس قوي وحمض برونشتد قوي. وأقوى حمض فائق معروف هو حمض الفلوروأنتيمونيك.

## التاريخ
استخدم المصطلح (حمض فائق) لأول مرة من قبل جيمس براينت كونانت سنة 1927 لوصف الأحماض التي تفوق الأحماض المعدنية في قوة الحامضية. وحضر جورج أولاه ما أسماه الحمض السحري، وسبب التسمية هو قدرة الحمض على مهاجمة الهيدروكربونات عن طريق مزج خامس فلوريد الأنتيموني (SbF5) وحمض الفلوروسلفونيك (FSO3H). وأطلق الاسم على هذا الحامض بعد ذوبان شمعة وضعت في عينة من الحامض السحري ما أظهر قدرة الحمض على برتنة الهيدروكاربونات، والتي لا تتبرتن تحت الظروف الحامضية الاعتيادية.
وقد تم إثبات أنه في درجة 140 مئوية (284 فهرنهايت) يحول FSO3H-SbF5 الميثان إلى كاربكتيون البيوتيل الرابعي، ويبدأ التفاعل ببرتنة الميثان، وكما يلي:
CH4 + H+ → CH5+
CH5+ → CH3+ + H2
CH3+ + 3 CH4 → (CH3)3C+ + 3H2

## الاستخدام
الاستخدام الأكثر شيوعاً للأحماض الفائقة هو في توفير بيئة ملائمة للمحافظة على الكتيونات العضوية والتي تكون مفيدة كجزيئات وسطية في العديد من التفاعلات، مثل دراسة وتصنيع البلاستيكات والغازولين العالي الأوكتان.